# Protodeltote
Protodeltote is een geslacht van vlinders uit de familie van de uilen (Noctuidae). De wetenschappelijke naam van dit geslacht is voor het eerst voorgesteld door Kyōichirō Ueda in een publicatie uit 1984. Dit taxon werd van 2009 tot 2018 als een ondergeslacht beschouwd van Deltote. In het artikel van Schmidt et al. wordt aangegeven dat uit een fylogenetische analyse is komen vast te staan dat deze twee taxa niet aan elkaar gerelateerd zijn. Om die reden wordt Protodeltote weer als een geldig geslacht beschouwd. 

## Soorten
- Protodeltote albidula (Guenée, 1852)
- Protodeltote distinguenda (Staudinger, 1888)
- Protodeltote inexpectata Ueda, 1987
- Protodeltote muscosula (Guenée, 1852)
- Protodeltote pygarga Hufnagel, 1766 - donkere marmeruil
- Protodeltote wiskotti (Staudinger, 1888)